# Анаксимандър
Анаксимандър (на гръцки: Άναξἰμανδρος) от Милет е древногръцки, предсократически философ, ученик на Талес и живее в Милет. Автор на първото в Гърция стихийно-материалистическо и наивно-диалектическо съчинение „За природата“ (неоцеляло). Според Карл Сейгън той извършва първия научен експеримент. Смятан е за първия философ, който записва изследванията си, макар от тях до наши дни да е достигнало съвсем малко.

## Идеи
Анаксимандър е представител на школата на натурфилософите. В това се изразява философията на първите старогръцки мислители – те се опитват да определят началото на света и нещата и да дадат разумно обяснение на процесите, които се извършват в природата.
Според него в основата на нещата стои не въздухът (Анаксимен) или водата (Талес), а едно неопределено вещество, което той нарича апейрон (безпределното) – неопределената безкрайна и вечно движеща се материя или това, което не може да бъде променено или прекъснато от единия до другия край. Според него от това вечно и неизчерпаемо абстрактно начало възникват всички неща, а не от нещо конкретно като стихия (огън, вода, земя, въздух). „Животът се появява от влагата, под влиянието на слънчевата светлина“. Първосубстанцията е безкрайна, вечна, намира се извън времето и „обхваща всичките светове“, защото Анаксимандър смятал нашия свят само за един от множество светове. Първосубстанцията се превръща в различните известни ни субстанции, а те преминават от една в друга.
Анаксимандър учи, че вселената е безкрайна и има безброй много светове. Те възникват и загиват по необходимост. Според него Луната не греела със собствена светлина, а отразявала тази на Слънцето. Слънцето било по-малко от Земята и представлявало най-чист огън. Анаксимандър смята, че не усещаме топлината от звездите, защото те са много отдалечени. Луната получава своята светлина от Слънцето. Според Анаксимандър звездите са заковани подобно на гвоздеите на кристалоподобния небосвод.
Земята се представя във формата на нисък цилиндър. Средата на Земята се заема от суша във формата на голям кръгъл остров. Наоколо е океан. Изгряването на Слънцето и другите небесни тела той обяснява с кръговото им движение под земята. Поставя началото на теорията за небесните сфери. Сезоните според него са „редуване на периоди, в които надделяват горещото и сухото или влажното и студеното“. Той описва този процес като „съдът на Времето“.
Античните източници го представят като успешен ученик по астрономия и география и първия, въвел в Древна Гърция астрономически уреди като слънчевия часовник и гномона.
Пръв в Гърция съставя географска карта, въвежда слънчев часовник и прилага правоъгълната проекция. Смятан за основател на град  Аполония (днес – Созопол, България).
Прави опит да обясни възникването на животинския свят и на човека. Развива възгледи за произхода на животните от водата под действието на слънчевата топлина, т.е. че животните се зараждат направо от тинята под действието на слънчевите лъчи. А човекът, според него, е произлязъл от животните (рибите).
От Анаксимандър е запазено първото цялостно изречение в старогръцката философия:
| „ | От каквото възникват всички неща, в същото се превръщат по силата на необходимостта. Защото поради своята нечестивост те търпят наказание и получават възмездие едно от друго според мярата и времето. | “ |

## Съчинения
Според Свидас
- За природата (на старогръцки: Περὶ φύσεως)
- За въртенето на Земята (на старогръцки: Γῆς περίοδος)
- За застиналите [звезди] (на старогръцки: Περὶ τῶν ἀπλανῶν)
- [Небесната] Сфера (на старогръцки: Σφαῖρα)